# 努库塔瓦克
努库塔瓦克（Nukutavake）是法国海外集体法屬玻里尼西亞土阿莫土-甘比尔群岛行政区的一个市镇，领土涵盖同名岛屿及瓦希塔希環礁、瓦伊拉泰阿环礁、皮納基環礁和阿基阿基環礁。

## 地理
努库塔瓦克（19°16'8"S, 138°47'37"W）面积5.5 平方千米，位于法国海外集体法屬玻里尼西亞土亞莫土群島。
由于努库塔瓦克领土为海洋中的环礁和岛屿，故不与任何市镇接壤。

## 行政
努库塔瓦克的邮政编码为98773、98788，INSEE市镇编码为98732。

## 政治
努库塔瓦克的现任市长为罗兰-伊夫·阿帕（Roland Yves Apa）先生，任期为2020-2026年。

## 人口
努库塔瓦克于2022年时的人口数量为287人。